# 西町 (神戸市)
西町（にしまち）は兵庫県神戸市中央区の町名。郵便番号650-0038。

## 地理
中央区南部、旧居留地の西端中央寄りに位置する。商業ビルの建つ商業地域。東は明石町、南は前町、西は南から順に栄町通一丁目・元町通一丁目、北は三宮町三丁目に隣接。住居表示は未実施で居留地時代から続く旧居留地の他の町と共通の地番を用いる。

## 歴史
元々は神戸外国人居留地内の通り名で、1872年（明治5年）に町名がつけられた。町名は居留地内での位置から。道幅6m、長さ286.2mの西端の南北の通り。正式な町名となったのは居留地の返還された1899年（明治32年）。
はじめ神戸市、1931年（昭和6年）より同市神戸区、1945年（昭和20年）より同市生田区、1980年（昭和55年）より同市中央区に所属。

## 世帯数と人口
2021年（令和3年）12月31日現在の世帯数と人口は以下の通りである。
| 町丁 | 世帯数 | 人口 |
| ---- | ------ | ---- |
| 西町 | 0世帯  | 0人  |

### 人口の変遷
国勢調査等による人口の推移
| 1901年（明治34年） | 128人 | [ 4 ] |  |
| 1920年（大正9年）  | 49人  | [ 4 ] |  |
| 1960年（昭和35年） | 9人   | [ 4 ] |  |
| 1988年（昭和63年） | 0人   | [ 4 ] |  |
| 2005年（平成17年） | 0人   | [ 5 ] |  |

### 世帯数の変遷
国勢調査等による世帯数の推移。
| 1901年（明治34年） | 10世帯 | [ 4 ] |  |
| 1920年（大正9年）  | 10世帯 | [ 4 ] |  |
| 1960年（昭和35年） | 3世帯  | [ 4 ] |  |
| 1988年（昭和63年） | 0世帯  | [ 4 ] |  |
| 2005年（平成17年） | 0世帯  | [ 5 ] |  |

## 小・中学校の学区
市立小・中学校に通う場合、学区は以下の通りとなる。
| 番地 | 小学校               | 中学校                 |
| ---- | -------------------- | ---------------------- |
| 全域 | 神戸市立こうべ小学校 | 神戸市立神戸生田中学校 |

## 交通

### 鉄道
町内に鉄道駅はない。

### 道路
- メリケンロード
- 仲町線

## 施設
- 三菱UFJ信託銀行神戸ビル
- 大丸神戸店（一部）
- 三井神戸ビル
  - セブンイレブン 神戸中央西町店